# Блоња (Болоња)
Блоња је насеље у Италији у округу Болоња, региону Емилија-Ромања.
Према процени из 2011. у насељу је живело 110 становника. Насеље се налази на надморској висини од 174 м.